# Pierre-Albert Jourdan
Pour les articles homonymes, voir Jourdan.
Pierre-Albert Jourdan, né à Paris le 3 février 1924 et mort à Caromb (Vaucluse) le 13 septembre 1981 , est un essayiste et poète français.

## Biographie
Encouragé par René Char et Henri Michaux, Pierre-Albert Jourdan fut aussi notamment l'ami de Claude Vigée, Gustave Roud, Yves Bonnefoy, Philippe Jaccottet, Lorand Gaspar, Kenneth White, Paul de Roux, Roger Munier, Anne Perrier, etc. Il les accueillit dans la revue Port-des-singes qu'il créa en 1974 (huit numéros dont un posthume) et dont le titre fut choisi en écho au « Mont Analogue » de René Daumal.
Après avoir été connue d'un cercle restreint, l'œuvre de ce poète secret est révélée après sa mort, rassemblée en deux tomes par le poète et écrivain Yves Leclair aux éditions Mercure de France.

## Publications
- Gerbes, 1959
- La Langue des fumées, Paris, France, Éditions José Corti, 1961
- Fragments : 1961-1976, 1979
- L'Angle mort, 1980 ; réédition avec un avant propos de Philippe Jaccottet, Trans-en-Provence, France, Bibliothèque du Double, Éditions Unes, 1984, 58 p.
- L'Entrée dans le jardin, 1981
- L'Approche, préface de François Bott, Trans-en-Provence, France, Éditions Unes, 1984, 80 p.
- L'Espace de la perte, Trans-en-Provence, France, Éditions Unes, 1984, 88 p
- La Marche, Le Muy, France, Éditions Unes, 1985, 56 p.
- Histoire de Matt, ours bilingue, avec des illustrations de Bernard Jeunet et une présentation d'Yves Leclair, coll. Neuf, L'École des loisirs, 1987.
- Les Sandales de paille, édition et notes établies par Yves Leclair, préface de Yves Bonnefoy, Mercure de France, 1987
- Le Bonjour et l'adieu, édition et notes établies par Yves Leclair, préface de Philippe Jaccottet, Mercure de France, 1991
- The Straw Sandals: Selected Prose and Poetry[1], édition bilingue (anglais-français) et traduction établies par John Taylor, New York: Chelsea Éditions, 2011.
- Exercices d'assouplissement, éditions Voix d'encre, 2012

## Hommage
- Véronique Jordan-Roman (1943-1991), Tombeau de Pierre-Albert Jourdan, estampe[2], édition de la galerie Berggruen (Paris), 1985